# Glenea chalybeata
Glenea chalybeata é uma espécie de escaravelho da família Cerambycidae. Foi descrita por James Thomson em 1860.